# Jassa pulcella
Jassa pulcella är en kräftdjursart. Jassa pulcella ingår i släktet Jassa och familjen Ischyroceridae. Inga underarter finns listade i Catalogue of Life.